# Artur Moraes
Artur Guilherme Moraes Gusmão (Leme, 25 januari 1981) – voetbalnaam Artur – is een Braziliaans doelman in het betaald voetbal. Hij verruilde in juli 2011 SC Braga Benfica. Arthur speelde in 2011 eenmaal een interland in het Braziliaans voetbalelftal.

## Clubcarrière
Artur debuteerde in 2001 in het betaald voetbal als speler van Paulista. Dat verhuurde hem in 2003 aan Cruzeiro EC, dat hem nadien definitief overnam. Na een uitleenbeurt in 2006 aan Coritiba werd Artur verkocht aan Siena. Die club verhuurde hem Cesena om te wennen aan het Europese voetbal.
Arthur tekende op 25 juni 2008 bij AS Roma. In 2010 nam SC Braga de doelman over van AS Roma. Na één seizoen en achttien competitiewedstrijden in het shirt van Braga nam Benfica de doelman over. Op 16 mei 2011 tekende Artur een vierjarig contract bij de club uit de hoofdstad. Daarmee eindigde hij in zijn eerste seizoen tweede in het klassement, op zes punten afstand van kampioen FC Porto. Gedurende het seizoen 2011/12 en het seizoen 2012/13 was hij met Benfica ook actief in de Champions League. Nadat de club in de groepsfase als derde eindigde, bekerde Benfica verder in de Europa League, waar het de finale haalde. In de seizoenen 2013/14 en 2014/15 won Moraes met Benfica de landstitel.
1 Trubin ·
3 Carreras ·
4 Silva ·
6 Bah ·
7 Amdouni ·
8 Aursnes ·
9 Cabral ·
10 Kökçü ·
11 Di María ·
14 Pavlidis ·
16 Neto ·
17 Aktürkoğlu ·
18 Barreiro ·
20 Mário ·
21 Schjelderup ·
23 Meïté ·
24 Soares ·
25 Prestianni ·
28 Kaboré ·
30 Otamendi ·
32 Benjamín Rollheiser ·
36 Leonardo ·
37 Beste ·
44 Araújo ·
47 Gouveia ·
61 Luís ·
81 Bajrami ·
84 Rêgo ·
85 Sanches ·
Coach: Lage